# Johann Faistenberger
Johann Faistenberger (* 16. Oktober 1840 in Wien, Kaisertum Österreich; † 28. Oktober 1898 in Wien, Österreich-Ungarn) war ein österreichischer Musiker.

## Leben
Faistenberger war der Sohn von Johann Baptist Nikolaus Faistenberger und Johanna Christina Schwoboda sowie Enkel von Joseph Leopold Faistenberger.
Er besuchte das Piaristengymnasium in der Josephstadt in Wien. 1851/1852 erhielt er am Konservatorium der Gesellschaft der Musikfreunde in Wien Unterricht durch Weiß (Gesang) und Violine (Hellmesberger). Zwischen 1852 und 1856 erhielt er Violine-, Klavier- und Generalbassunterricht. Nach dem Matura 1859 studierte er bis 1863 Rechtswissenschaften an der Universität Wien. Anfangs strebte er ein Karriere im Staatsdienst an, die er aber dann nicht antrat.
Von der achten Klasse bis 1871 arbeitete er als Gesangslehrer an seinem Gymnasium. 1866 wurde er Chormeister des Männergesangsvereins „Wiener Liederkranz“. An der Wiener Hofoper wirkte er als Chor-Korrepetitor. Von 1869 bis 1895 war er Professor für Chorgesang am Konservatorium der Gesellschaft der Musikfreunde in Wien.
Daneben wirkte als Pauker am Hofburgtheater (1867/1868) und am Hofoperntheater (1868–1895). Am 18. Februar 1868 wurde er Exspektant. Ab 16. Februar 1877 wurde er kaiserlicher Hofpauker und war somit wirkliches Mitglied der Hofmusikkapelle. Von 1892 bis 1894 war er 2. Violinist der Hofmusikkapelle.